# ورزش در هنر یونان باستان

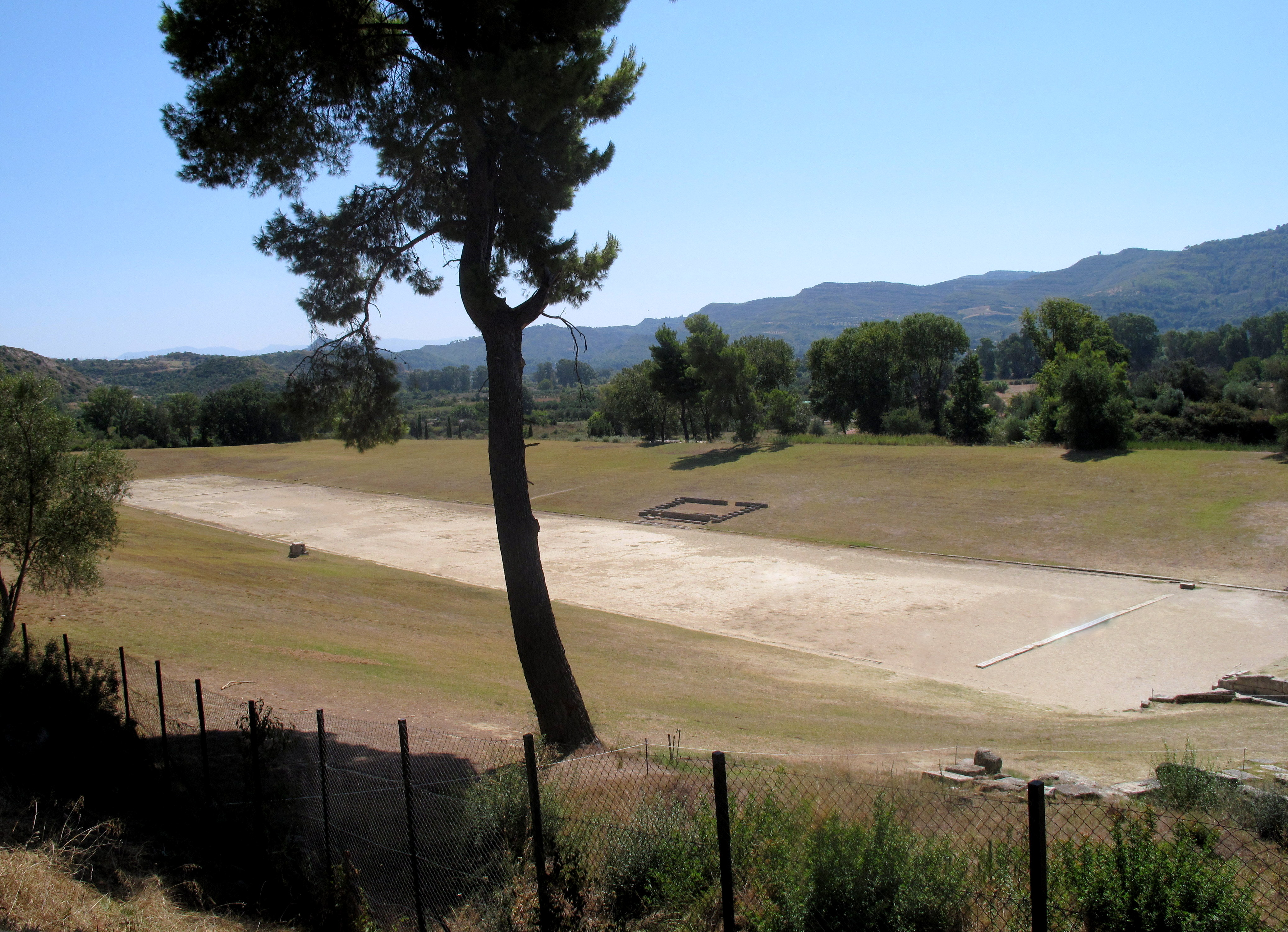
بازی‌های المپیک در استادیوم المپیا ایجاد شد.

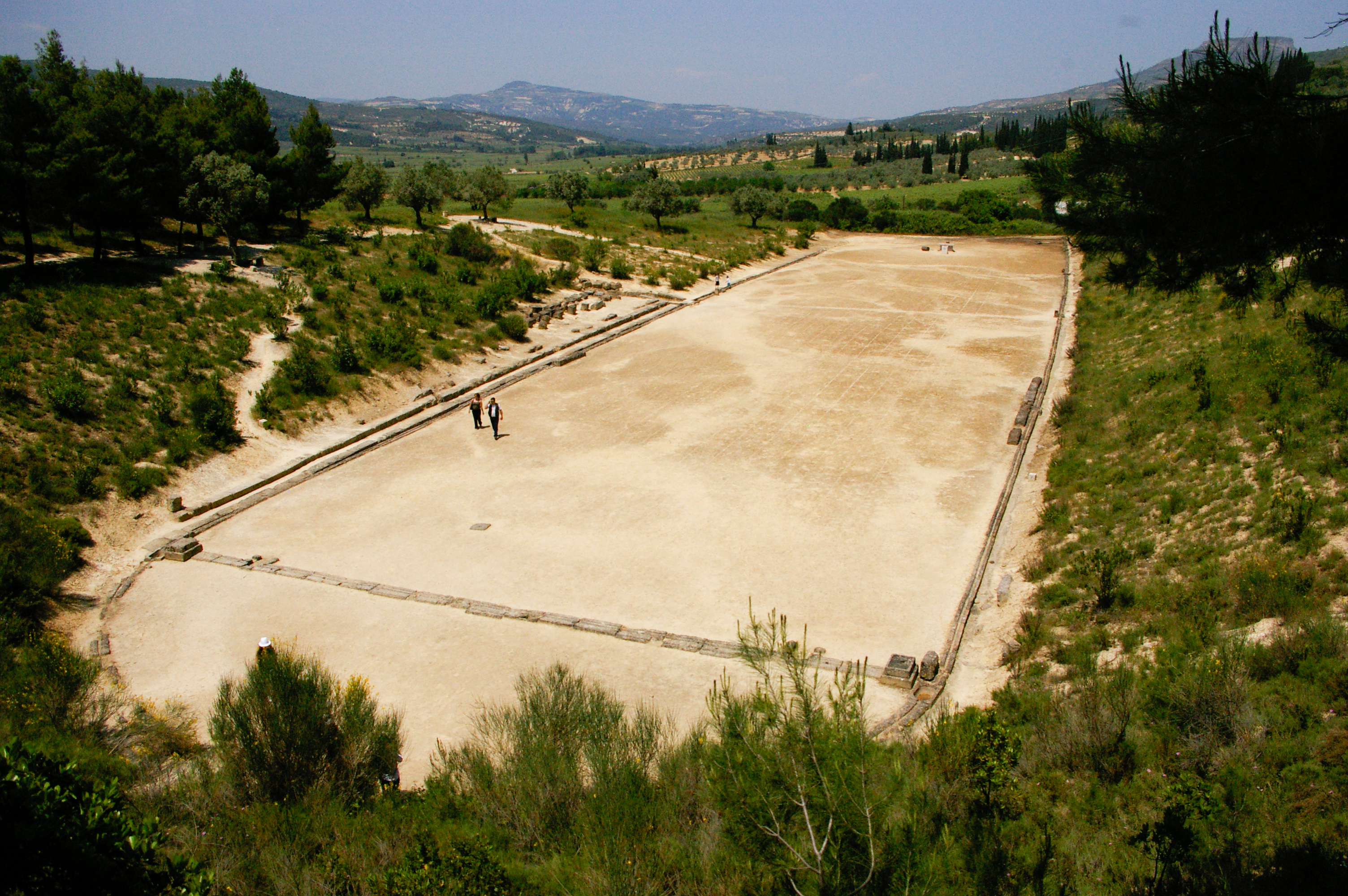
استادیوم نمئا

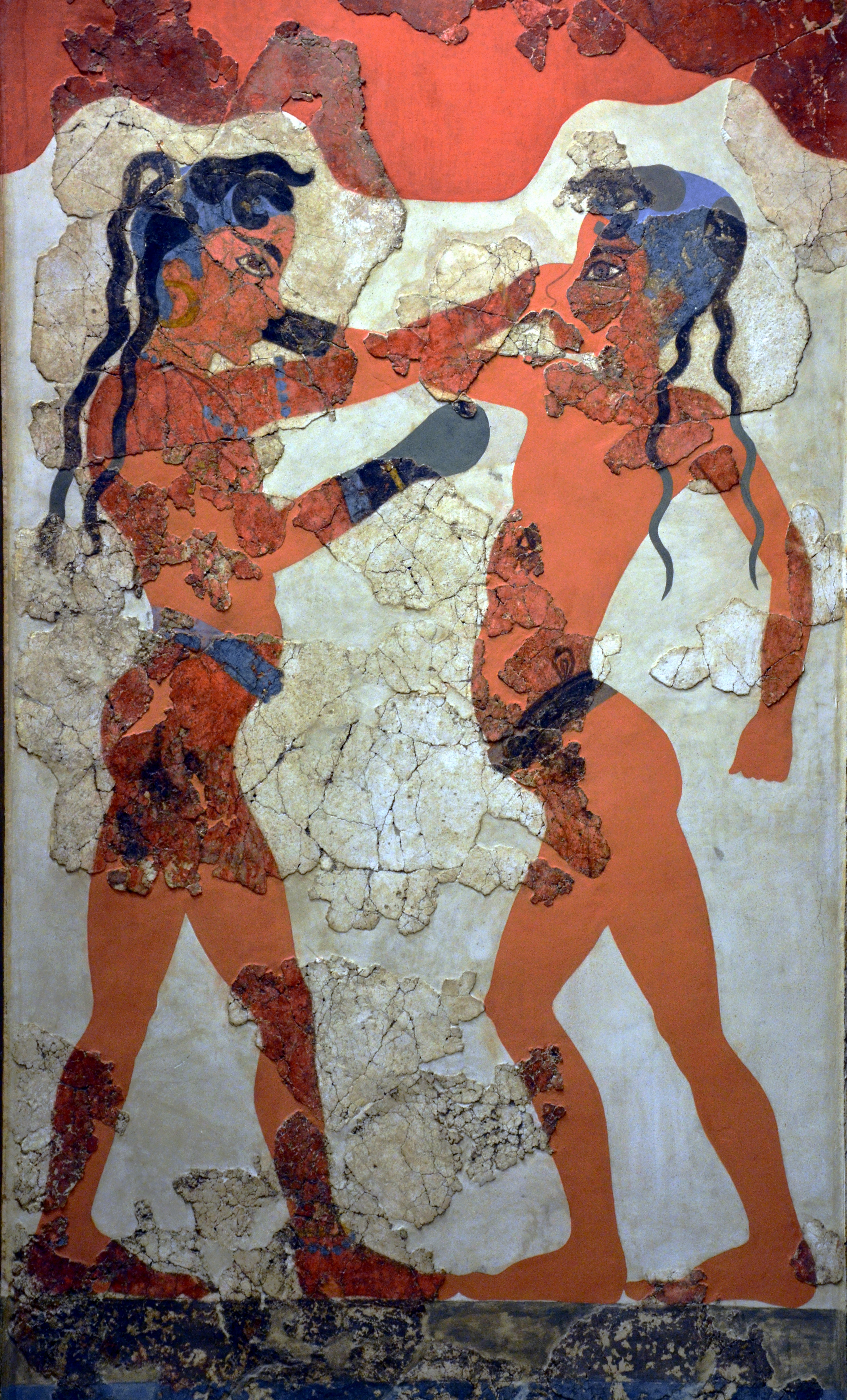
در ترا

دو و میدانی بخش مهمی از زندگی فرهنگی یونانیان باستان بود. تصاویری از بوکس و جهش از روی گاو را می‌توان در آثار عصر برنز یونانیان یافت. در این سرزمین بناهایی وجود داشته که کاربرد آن‌ها صرفاً محلی برای برگزاری ورزش‌های دو و میدانی بوده است، از جمله استادیوم‌ها، پالائستراها و ژیمناسیوم‌ها. در آغاز دورهٔ باستان، بازی‌های پان‌هلنیک، از جمله بازی‌های المپیک، به صورت منظم و هر ساله، برگزار می‌شدند. این بازی‌ها به مردم سراسر دنیای یونانی این شانس را می‌داد تا با استفاده از مهارت‌های ورزشی خود، به شهرت دست یابند. دو و میدانی در یونان به یکی از بخش‌های اساسی زندگی روزمره تبدیل شده بود و این مسئله در هنر یونانی نیز انعکاس یافته بود.

## معماری و ورزش
معماری اُلمپیا، به عنوان محل بازی‌های المپیک باستان، به شدت تحت تأثیر موضوع دو و میدانی است. به عنوان مثال، معبد زئوس با حاشیه‌هایی از تصاویر خان‌های هرکول تزئین شده، که گمان می‌رود با بنیانگذاری بازی‌های المپیک به دست هرکول، مرتبط باشد. در جای دیگری از این معبد، سنگ‌فرشی با نقش اسطورهٔ پلوپس مشاهده می‌شود که یکی دیگر از داستان‌های توضیح‌دهندهٔ منشأ بازی‌های المپیک را به تصویر می‌کشد.
مکان اصلی محل برگزاری بازی‌های المپیک، استادیوم المپیا بود که در شرق معبد زئوس قرار دارد. ابعاد فیزیکی استادیوم شامل ۲۱۲٫۵۴ متر طول و ۳۰ تا ۳۴ متر عرض است که عمدتاً برای مسابقات دویدن که سریع‌ترین فرد جهان را تعیین کنند، استفاده می‌شد. این پیست با خاک رُس سخت مفروش شده تا کشش مناسبی برای دوندگان به وجود آورد.
همچنین سایت باستانی نمئا، هم در استفاده کاربردی و هم در شکل تشریفاتی خود، معماری ورزشی حرم‌های پان‌هلنیک را در شیوهٔ یادبود سازی هلنیستی به نمایش می‌گذارد. حمام‌های نمئان شامل اتاق غربی با حمام‌های حوض‌دار و یک حمام شیروانی شرقی است. اتاق حوض غربی از همان نوع حمام‌های قرن چهارمی است که در سراسر یونان مرسوم بوده است و احتمالاً محلی است که ورزشکاران شرکت کننده می‌توانستند در طول اقامت خود، در آنجا خود را بشویند. با این حال، حمام شرقی شکل خاصی دارد و یکی از چهار حمام مشابهی است که در یونان کشف شده‌اند و همگی آن‌ها در مکان‌های که مسابقات پان‌هلنیک برگزار می‌شده، یافت شده‌اند. اگرچه عملکرد دقیق این معماری خاص ناشناخته است، اما ماهیت عمومی آن نشان می‌دهد که ممکن است یک جزء آیینی در بازی‌ها بوده یا بخشی از مراسم ورزشی باشد. نمئا همچنین دارای یک استادیوم است که در آن ورزشکاران، به ویژه برای استادیون (مسابقه دویدن)، در بازی‌ها شرکت می‌کردند.

## تصاویر بازی‌ها
در طول عصر برنز، مینوسی‌ها ورزش‌های مختلفی از جمله کشتی، پرش از روی گاو نر، آکروباتیک و بوکس را انجام می‌دادند. این امر در چندین اثر هنری، از نقاشی‌های دیواری گرفته تا بر سفال، مشهود است. نگاره‌ای از دو پسر جوان در فرسکو بوکسِر آکروتیری نشان داده که ورزشکاران از همان سال‌های ابتدایی زندگی خود شروع به تمرین می‌کردند و ورزش برای جامعه مینوسی بسیار مهم تلقی می‌شد. حتی گفته شده است که ورزش دو و میدانی به دلیل فراگیر شدن در جامعه نقش مذهبی ایفا می‌کرد. در نهایت، جوانی ورزشکاران در بسیاری از آثار هنری، نشان می‌دهد که رقابت‌های ورزشی ممکن است در سنین گذر به بزرگسالی، برای مینوسی‌ها یک آیین بوده باشد.
یکی از محبوب‌ترین و معروف‌ترین ورزش‌های رزمی در یونان باستان، بوکس بود. بوکس در یونان باستان بسیار کمتر از بوکس مدرن قوانین داشت؛ حریفان به‌طور تصادفی، بدون توجه به وزن یا سن، به مصاف یکدیگر می‌رفتند و مسابقات تا زمانی که یکی از رقبا شکست را بپذیرد یا بیهوش شود، ادامه می‌یافت. مبارزان غالباً از حال می‌رفتند. برای مثال، یکی از آسیب‌های بوکس که معمولاً به تصویر کشیده می‌شود، گوش گل کلمی بود که تصویر آن در یک قطعه حکاکی به جای مانده است. بسیاری از کسانی که در این مسابقات بوکس باستانی شرکت می‌کردند به شدت مجروح می‌شدند و حتی احتمال مرگ ورزشکار وجود داشت. با وجود این، بوکس در میان جمعیت یونان باستان بسیار محبوب بود و بنابراین اغلب در آثار هنری بازتاب یافته است. یکی دیگر از تصویرهای قابل توجه، یک پیکرهٔ کامل از یک بوکسور باستانی است که بوکسور در حال استراحت نام دارد و ورزشکاری را نشان می‌دهد که به تازگی یک مسابقه را به پایان رسانده است. همچنین یک ظرف سفالی سه‌پایه و کوتون از گروهی رقصنده اهل بوئوتی در دست است که دو مرد برهنه را در حال بازی بوکس نشان می‌دهد.
رویدادهای ورزشی، به ویژه جشنواره‌های پان‌هلنیک، هم ورزشکاران و هم تماشاگران را به خود جذب می‌کردند. وقوع مسابقات ورزشی اولین بار توسط هومر، بزرگ‌ترین شاعر یونانیان، در منظومهٔ ایلیاد ثبت شده است. گویا مسابقات ورزشی، در نظر مردمان آن عصر با جنگ و آموزش نظامی ارتباط داشت. لذا در تصویر کشیدن رویدادهای ورزشی در هنر باستان، گاهی اوقات ورزشکاران را با زره پوش ترسیم می‌کردند تا ارتباط بین ورزشکاران و جنگجویان را نشان دهند.
تصاویری از رویدادهای ورزشی نیز بر روی قطعات سفالی که برای زندگی روزمره کاربرد داشتند، به تصویر کشیده شده است. هنرمندانی مانند اونسیموس و فوندری نقاش صحنه‌هایی مانند در هم تنیدن ورزشکاران پانکریشن و کشتی را بر روی کیلیکس‌ها به تصویر کشیده‌اند که چنین ظروفی در سمپوزیوم‌ها یا مهمانی‌های مشروب‌خوری مردانه استفاده می‌شد. هر دوی این نقاشان از تکنیک شکل قرمز، که در سال ۵۳۰ قبل از میلاد در آتن توسعه یافته بود، در کار خود استفاده می‌کردند و این تکنیک به آن‌ها اجازه می‌داد با آزادی بیشتری حرکت، احساسات و آناتومی را در آثارشان نمایان کنند.
تصاویر رویدادهای ورزشی در هنر، همگام با گسترش رویدادهای مهم ورزشی، گسترش یافت. در سال ۷۰۸ پیش از میلاد، ورزش پنج‌گانه به بازی‌های المپیک اضافه شد. از آنجایی که این مسابقه به مهارت‌های پنج مسابقه ورزشی مختلف (پرتاب دیسک، پرتاب نیزه، پرش طول، دویدن و کشتی) نیاز داشت، این ورزشکاران در جامعه مورد توجه بیشتری قرار گرفتند. پس از این دوره، معمول شد که یک کیلیکس یا آمفورا این ورزشکاران را به تصویر بکشد و هنر به نوبه خود ورزشکاران در این رشته‌ها را ستایش کند.

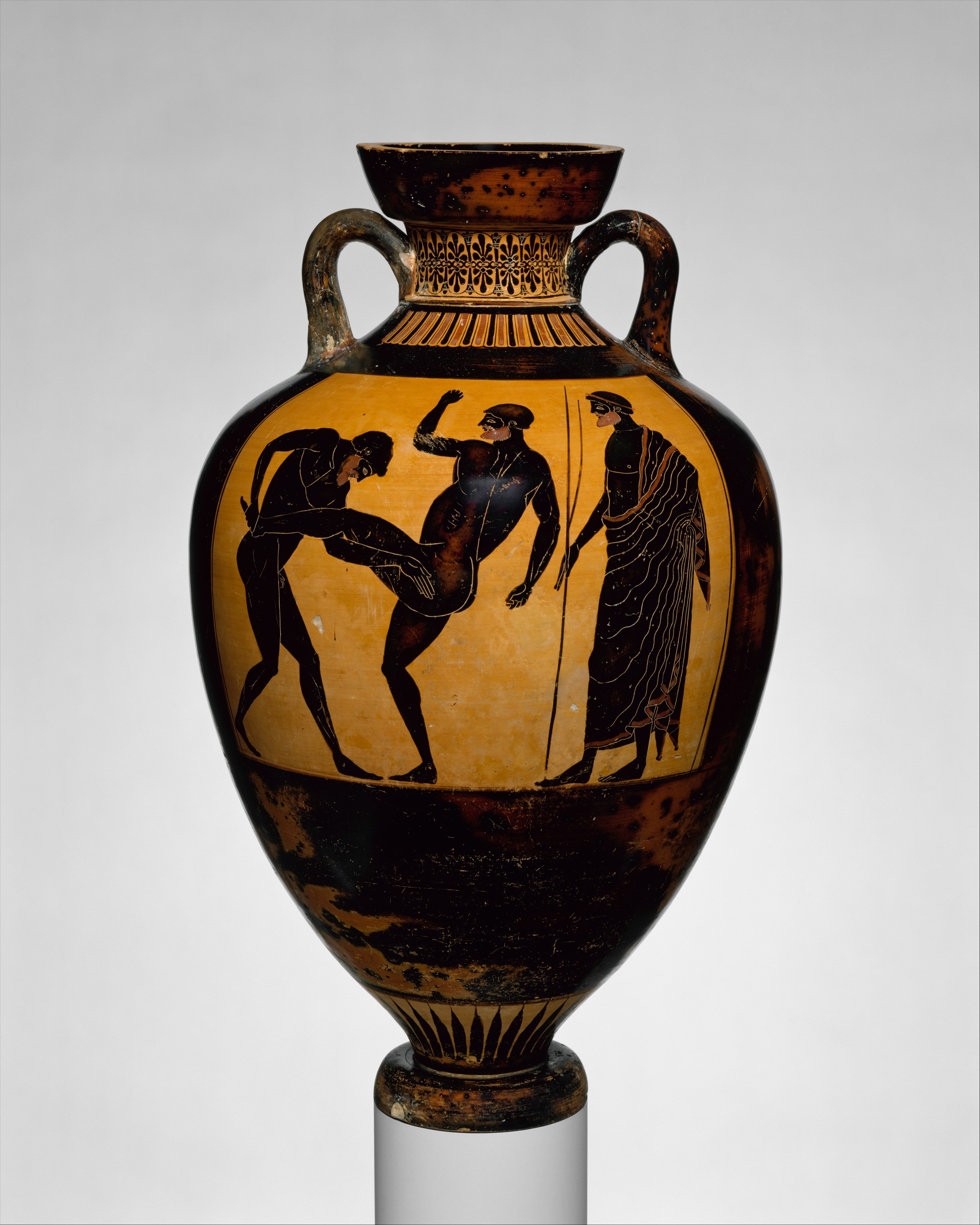
آمفورای جایزهٔ پاناتنایک اثر کلئوفرادس نقاش

آمفورای سفالی جایزهٔ پاناتنائیک اثر کلئوفرادس (حدود ۵۰۰ سال قبل از میلاد) نمونه‌ای از به رسمیت شناختن موفقیت در تلاش‌های ورزشی است. در بازی‌های پاناتنائیک، به برندگان یک آمفورا پر از کالای لوکس آن روزگار، مانند روغن زیتون، جایزه تعلق می‌گرفت. بر روی خود این آمفورا، نگاره‌ای از آتنا پروماچوس یا آتنا هست که به عنوان یک رهبر نظامی، نیروها را به سمت نبرد هدایت می‌کند و رویداد ورزشی که در آن فرد برنده مسابقه می‌دهد را به تصویر می‌کشد. به رسمیت شناختن تلاش‌ها و موفقیت‌های ورزشی با به تصویر کشیدن خود رویداد همان‌طور که بر روی این آمفورا نشان داده شده، نشان می‌دهد که گرایش به ورزش تا چه میزان برای یونانیان باستان اهمیت داشته است. نمونه دیگری از بسیاری از آمفوراهای جایزهٔ پاناتنایک، آمفورای نقاش پاناتنایی یوفیلتوس (۵۳۰ قبل از میلاد) است. این آمفورای پاناتنائیک که با شکل سیاه رنگ آمیزی شده است، یک رقابت استادیون در بازی‌های پاناتنائیک را به تصویر می‌کشد. مانند سایر آمفوراهای جوایز، این آمفورا نیز برای تأکید بر ورزشکار و برندگان این رویدادها چنین ترسیم شده است.
توصیفات ورزش زنان در دوره باستانی عمدتاً از منابع ادبی آمده است و چند نمونه از رویدادهای ورزشی زنان وجود دارد. یکی از محبوب‌ترین شکل‌های فعالیت بدنی زنان یونان باستان دویدن بود. مجسمه‌های برنزی دختر اسپارتی ورزشکار، که زنان جوان اسپارتایی را در بازی‌های رقابتی به تصویر می‌کشد، شواهد مادی برای گزارش‌های رقابت‌های مختلف زنان در یونان باستان فراهم می‌کند.

## تقدیم‌های ورزشی
برجسته کردن مطالب موضوعی ورزشی در هنر یونان تصادفی نیست. حتی مجسمه‌هایی که به آن تقدیم‌های ورزشی می‌گویند، به عنوان راهی برای جاودانه‌کردن ورزشکاران یونانی و بازی‌های ورزشی پدید آمدند. رویدادهای ورزشی و هنر به قدری با هم مرتبط بودند که عادت معمول ورزشکاران این بود که پیروزی‌های خود را به صورت هنری یادآوری کنند. یکی از نمونه‌های آن پایه آپوباتس مرمری است که به یاد پیروزی در مسابقه ارابه سواری در بازی‌های پاناتنائیک طراحی شده است. اینچنین یک ورزشکار برای جشن گرفتن پیروزی ورزشی خود، موقوفه‌ای را وقف می‌کرد و در یک مکان مقدس یا پان‌هلنیک قرار می‌داد. این تقدیم‌های ورزشی، تصاویری هنری از مهارت‌های ورزشی بود که هر یونانی می‌توانست آن را مشاهده کند.

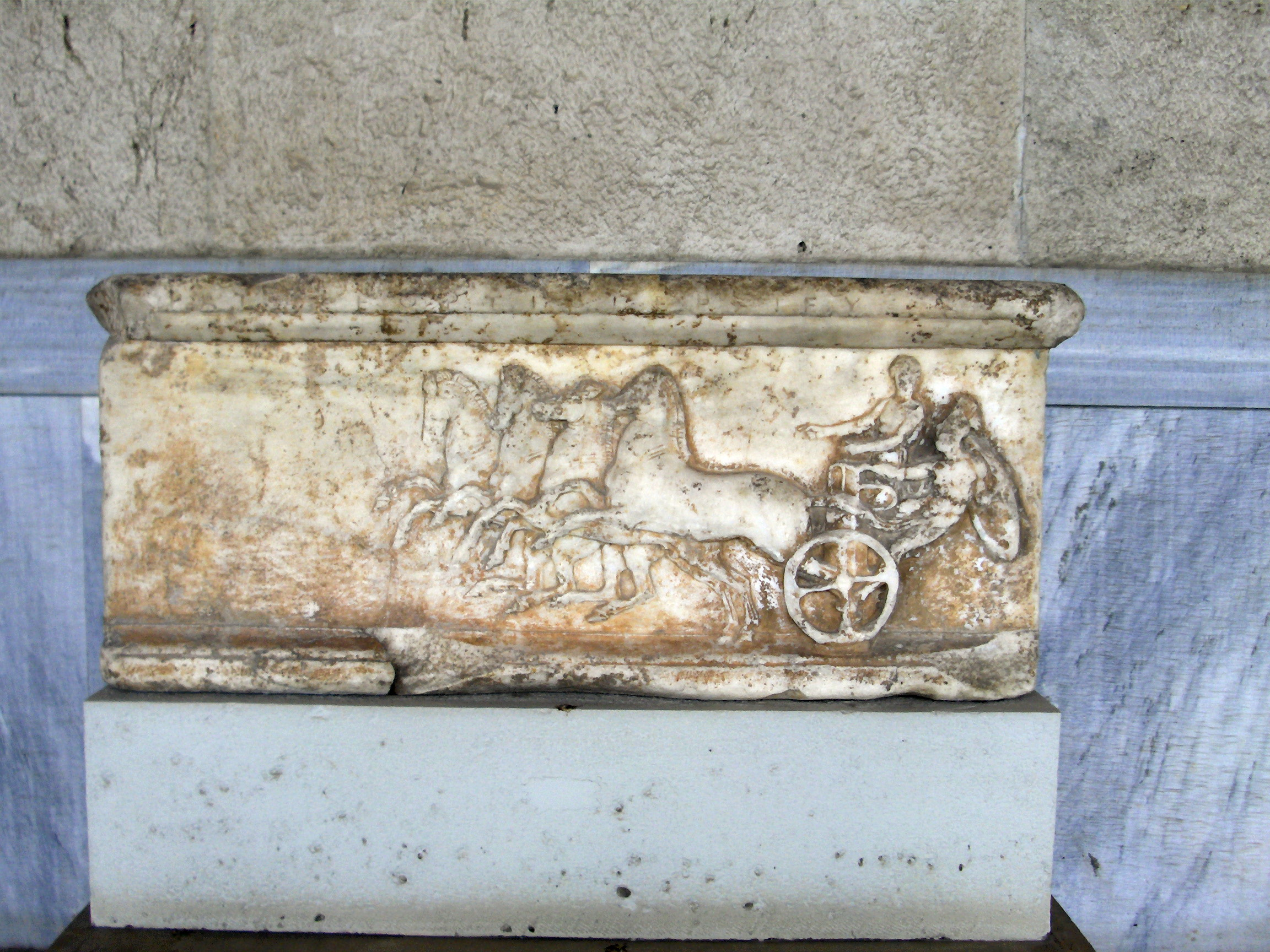
پایهٔ آپوباتس

به عنوان یکی از بازی‌هایی که در المپیا برگزار می‌شد، افراد زیادی در مسابقات پنج‌گانه، رقابتی متشکل از پنج ورزش، شرکت می‌کردند. پنج‌گانه المپیک باستان شامل پرتاب دیسک، پرش طول با وزنه‌های متصل به پا، پرتاب نیزه، دویدن (استادیون) و کشتی بود. بسیاری از برندگان مسابقه پنج‌گانه جوایزی مانند موارد انحصاری که به‌طور خاص برای برنده ساخته شده بود را دریافت می‌کردند. برای مثال، آمفوراهای بازی‌های پاناتنائیک، که اغلب با روغن زیتون گران‌قیمت پر می‌شدند و بر رویشان آتنا ترسیم شده بود که با شمشیر و سپر ایستاده بود و پیروزی آنها در بازی‌ها را نشان می‌داد. از آنجایی که بازی‌های المپیک به زئوس تقدیم شده بود، اغلب این جوایز به نذری در راه او تبدیل می‌شد.
پرتاب کننده دیسک برنزی (دیسکوبولوس) یک اثر هنری و کالای کمیاب بود که از دوران پایان جنگ‌های ایران بر جای مانده است و نمونه‌های همچون آن، بسیار نادر هستند. خود این قطعه هنوز هم علیرغم اینکه مربوط به دوره کلاسیک اولیه (۴۸۰–۴۶۰ قبل از میلاد) است، بسیاری از ویژگی‌های هنر باستانی را به نمایش می‌گذارد. ورزشکار حاضر در این تندیس، یک شرکت‌کنندهٔ ورزش پرتاب دیسک بود، که یک رویداد بسیار محبوب در یونان باستان و حتی المپیک امروزی بوده است.